# Góry Owena Stanleya
Góry Owena Stanleya (ang. Owen Stanley Range) – pasmo górskie w Papui-Nowej Gwinei, położone w południowo-wschodniej części wyspy. Jest częścią Gór Centralnych stanowiących główną oś wyspy Nowa Gwinea. Najwyższy szczyt pasma to Mount Victoria – 4072 m n.p.m. 
Pasmo rozciąga się na długości 300 km. Znajdują się w nim źródła kilku rzek, m.in.: Kemp Welch, Mambare i Musa. 
Pierwszym Europejczykiem, który ujrzał pasmo, był kapitan Owen Stanley, dowodzący ekspedycją badawczą na południowym wybrzeżu Nowej Gwinei. Góry zostały później nazwane jego imieniem.